# Купените
Купѐните е обобщено наименование на четири скалисти върха в Рила, издигащи се един до друг на Мальовишкото било между върховете Попова капа и Ловница. Разделени са помежду си от стръмни улеи и каменни сипеи по северния склон. Извисяват се над Страшното езеро. В миналото Купени (Купнѝ, Ру̀пи) са наричали върховете от Попова капа до Елени връх, сега всички те си имат имена.
Най-източният Купен е Безименният, той е с най-малки размери. До него е Малкият Купен (2661 m), доста по-масивен, следва Средният (2724 m), а най-западният връх е Големият Купен (2731 m). Големият Купен е най-високият връх в Северозападна Рила, но въпреки това планинският дял и билото се наричат Мальовишки – по символа на българския алпинизъм вр. Мальовица.
Откъм Страшното езеро туристите виждат най-добре първите три върха, право пред тях (някои ги наричат „Тризъбеца“). Големият Купен е малко встрани и гледката към него донякъде се препречва от късото ребро, което спуска към езерото. Това, както и фактът, че в някои източници не се споменава Безименният Купен, е причина туристите често да се затрудняват с идентифицикацията на върховете от тази група и да бъркат Средния Купен с Големия.
Някои стени на Купените са катерачни обекти. Северната стена на Малкия Купен, висока 90 m, е изградена от гранит и биотитови шисти. Тя е отвесна в средата, а в долната и горната част е леко наклонена. В края на първата ѝ третина има голяма тревна тераса. По стените на Средния Купен са прокарани редица турове; северозападната стена в първите 80 m е с обратен наклон, а релефът ѝ се характеризира с гладки плочи, малки тавани и тесни цепнатини, които на места са глухи. Скалата е здрава, но почти винаги влажна и хлъзгава. Изградена е от гранит и биотитови шисти, в някои участъци с кварцови жили.
До Купените и по билния им ръб няма трайна туристическа маркировка, само малки каменни пирамидки; преминаването е подходящо само за опитни планинари.

## Други
На Купените е наречена улица в квартал „Бъкстон“ в София (Карта).